# 树仔镇
树仔镇位于广东省茂名市电白区南部，距县城水东镇30公里。土地总面积50平方公里。总民户7595户，总人口41882人，其中农业人口40000人。

## 地理位置
具体位置是东经111.13度，北纬21.32。四面与电城镇、马踏镇、观珠镇、麻岗镇接壤，南临博贺港。

## 歷史
树仔镇在隋、唐时为连江县（保宁县）地，宋开宝五年972年随县并入电白县，时隶下保宁乡。
清朝为典史所辖的石凹堡、新坡堡、乌石堡、沙楼堡、双剑堡；光绪年间，於乌石堡增置平岚堡。
中華人民共和國開國後，於1958年9月，樹仔鎮置树仔人民公社，辖茶山、莘坡、大塘、乌石、平岚、江山、山美、登楼、海丰、文峰、树仔等11个大队、共216个水产队。
1983年9月，撤树仔人民公社，置树仔区，辖12乡。
1987年5月，撤区，置树仔镇，辖1个居民委员会和12个村民委员会、12个管理区、107条自然村，一直保留至現在。

## 經濟狀況
樹仔鎮經濟以農業、漁業以及輕工業為主。
其中耕地总面积18438亩。其中水田1544亩，坡地2990亩。粮食总产量8855吨，农业总产值2558万元。
漁業方面有渔船184艘，3169千瓦，鱼年产量1967吨。海水养殖以对虾、膏蟹、牡蛎、泥蚶、血蚶、和经济鱼类为主，产品有外銷往港澳甚至日本多地。
工業方面，乡镇企业共有396家，从业人员共6144人，以经营门类以生产香精和水产品加工为主。年总产值6150万元。

## 就學
全镇有初级中学2所，22班，学生1064人；小学15所，169班，学生6106人。

## 醫療
有卫生院一所，医护人员25人。民间诊所18家，药店14家，医生28人。

## 特產
海豐南風螺及海進蚝為該鎮著名海產特產。

## 行政区域
樹仔鎮包括1个居民委员会和12个管理区、管轄107条自然村。

### 树仔居委会
- 清泉街
- 红棉街
- 永丰街
- 新兴街
- 府前街
- 新城大道

### 清茶管理区
清茶管理區包含18個村
- 七星坡村
- 祥坡村
- 竹园村
- 坡陇村
- 茶山村
- 内屋园村
- 田头坡村
- 那合村
- 田头屋村
- 田心村
- 东黎村
- 牛母巷村
- 铁板村
- 长水坑村
- 茅田山村
- 鸭船根村
- 麻田山村
- 石龙村

### 莘陂管理区
莘坡管理区包含8個村
- 丰田仔村
- 羊头坡村
- 众坡村
- 莘陂村
- 新屋村
- 新屋仔村
- 白石蚴村
- 下坡村

### 大塘管理区
大塘管理区包含8個村
- 大塘村
- 十字路村
- 黎屋村
- 旗高村
- 坑仔村
- 上海尾村
- 狗尾村垌村
- 头铺村

### 乌石管理区
乌石管理区包含4個村
- 乌石村
- 南山村
- 乌泥村
- 下底乌坡村

### 旦岚管理区
旦岚管理区包含6個村
- 平岚上村
- 平岚中村
- 平岚下村
- 旦场仔上村
- 旦场仔中村
- 旦场仔下村

### 江山管理区
江山管理区包含12個村
- 鲤鱼仔村  NO 1
- 大坡村
- 江山村
- 下尾坡村
- 新屋仔村
- 赤头领村
- 万生村
- 河仔村
- 上海尾村
- 姓王村
- 东郊村
- 红营村

### 树仔管理区
树仔管理区包含15個村
- 树仔圩
- 福建园村
- 闩门口村
- 后山园村
- 上排村
- 厂仔村
- 马屋园村
- 龙角园村
- 覆船岭村
- 长金村
- 后洋村
- 白井村
- 姓梁村
- 旧坡村
- 海尾村

### 山美管理区
山美管理区包含5個村
- 山美下村
- 平头村
- 土公漏村
- 下排村
- 上前海村

### 登楼管理区
登楼管理区包含2個村
- 登楼村（一部分）
- 田垌仔村（一部分）

### 海丰管理区
海丰管理区包含6個村
- 上垌仔村
- 土公村
- 盐田村
- 田垌仔村（一部分）
- 前海大村
- 登楼村（一部分）

### 海进管理区
海进管理区包含1個村
- 薛屋村

### 文峰管理区
文峰管理区包含22個村
- 上山锦村
- 留站村
- 瓦窑村
- 三角园村
- 巩固垌村
- 大王坡村
- 上园村
- 青山仔村
- 宫仔村
- 下山锦村
- 榕树村
- 新村村
- 大路村
- 岭后村
- 元岭仔村
- 后岭村
- 狗岭角村
- 上文峰村
- 下文峰村
- 坡尾村
- 送河村
- 新塘村